# 정창손
정창손(鄭昌孫, 1402년 3월 11일 ~ 1487년 1월 27일)은 조선국 승문원 예하 부정자·조선국 의정부 영의정 겸 섭정승 등을 지낸 조선시대 전기의 문신, 언어학자, 유학자이다. 집현전 학사의 한사람이었으며 훈민정음 창제 당시 훈민정음에 반대한 집현전 학사의 한사람이었다. 1456년 수충경절좌익공신(輸忠勁節佐翼功臣), 1468년(예종 1년) 익대공신(翊戴公臣), 1471년(성종 2년) 좌리공신(佐理公臣) 등에 세번 녹훈되었다. 봉원군(蓬原君)에 봉군되었다가 1456년 봉원부원군(蓬原府院君)으로 진봉됐다.
세종 때 문과에 급제하여 집현전 학사가 되었고, 1449년 부제학으로 춘추관편수관, 수사관(修史官)을 겸직하며 《고려사》, 《고려사절요》, 《세종실록》, 《치평요람》 편찬에 참여하고 세 번 과거에 합격했다. 1443년 집현전교가 되었는데 재직중인 이듬해 한글의 제정을 반대하다가 파직, 투옥되었다가 풀려났고 1446년에는 세종이 불경(佛經)을 간행하려 하자, 왕실의 불교 숭상을 강력히 반대하다 다시 좌천되었다.
계유정난과 세조 반정에 협력하였으며, 사위인 김질이 사육신과 세조 제거에 가담한 것을 설득하여 고변하게 했다. 익대공신 2등에 녹훈되었고, 1468년에는 남이의 옥사를 다스린 공로로 좌익공신이 되었으며 1471년에는 성종의 즉위를 지지한 공로로 좌리공신 2등에 책록되었다. 익대공신 3등에 책록되고 1469년 원상, 1471년 좌리공신 2등에 책록되었으며 궤장을 하사 받았다. 1458년부터 1459년까지, 1461년부터 1462년까지, 1475년부터 1485년까지 의정부 영의정을 지냈다.
관직은 대광보국숭록대부 영의정부사에 이르렀다.사후 청백리에 녹훈되었다. 광해군과 인조 때의 청백리 이원익의 외가 선조이기도 하다. 본관은 동래이고, 자는 효중(孝仲), 호는 동산(東山), 시호는 충정(忠貞)이다.

## 생애

### 생애 초기

#### 출생과 가계
동산 정창손은 1402년 동래정씨(東萊鄭氏) 중추원사(中樞院使)를 지내고 사후 의정부영의정에 추증된 정흠지(鄭欽之)와 어머니 전주 최씨의 아들로 태어났다. 증조부 정량생(鄭良生)으로 고려 말에 중대광(重大匡) 봉원군(蓬原君)을 지냈고, 할아버지는 한성부윤 정부(鄭符)이다. 어머니 전주최씨는 형조전서(刑曹典書)를 지낸 최병례(崔丙禮)의 딸이다. 형은 의정부좌참찬을 지낸 정갑손(鄭甲孫)이다.
할아버지 정부는 의정부 좌찬성(議政府左贊成)에 추증(追贈)되고, 아버지 정흠조는 순충적덕보조공신(純忠積德補祚功臣) 대광보국숭록대부 영의정부사에 추증되고 내산부원군(萊山府院君)에 추봉되는데 이는 모두 정창손이 후일 출세하여 추증된 것이다.
그는 태어날 때부터 생각이 남달랐는데, 기국(器局)과 도량(度量)이 보통 아이들과 판이하게 달랐다는 평을 들었다. 어려서부터 기억력이 좋고 암기에 능하였으며 남달리 야망이 있었다. 소년 시절 수학하면서는 되어서는 견문(見聞)이 해박하고 기억력이 뛰어났으며, 시서(詩書)를 좋아하였고 문장(文章)에 능하였다. 일찍이 처부 정지(鄭持)의 딸 청풍군부인과 결혼하였다. 1423년(세종 5년) 생원시에 입격하여 생원이 되었다.

#### 과거 급제
1423년(세종 5) 사마시를 거쳐, 세종 때 문과에 급제하여 교리를 거쳐 학세종으로부터 학문의 출중함을 인정받아 집현전에 보임되었다.
1426년(세종 8년) 식년 문과에 급제하고 이어 동진사(同進士)에도 급제하여 권지, 승문원부정자(承文院副正字)가 되었다. 이후 승문원 정자(承文院正字)를 거쳐 승문원박사와 집현전수찬에 임명되었으며 경연시강관, 지제교(知製敎)를 겸임하였다.
그 뒤 집현전저작랑·교리 등을 역임하였고, 《통감훈의 通鑑訓義》의 편찬작업에 참여하였다.

### 관료, 정치 활동

#### 관료 생활 초반

##### 과거 급제와 학자 생활
그는 퇴청 후에는 따로 서실을 열고 후학들을 길러냈다. 그 중 그의 문하에 찾아온 인사들 중 그는 서거정(徐居正)을 눈여겨보았다. 서거정은 후일 1438년(세종 20년)의 진사시(進士試)와 1457년 문과의 과거 시험관일 때 응시하여 합격하기도 했다.
그는 고전과 역사, 학문에 두루 밝아서 이후 집현전의 학사를 겸임하며 세종대왕의 문치 활동을 보좌하였으며, 1439년 집안 사정으로 사퇴하였다가 1441년 복직, 사섬서령(司贍署令)으로 전임하였다. 그 뒤 다시 집현전응교가 되어 경연과 춘추관을 겸직하고 집현전으로 복귀하였다.
1443년(세종 25년) 집현전 응교로 있을 때 집현전의 최만리(崔萬理), 하위지, 신석조(辛碩祖) 등 일부 집현전 관료들과 함께 세종의 한글 제정을 반대하다 파직, 투옥되었다. 1444년 말 풀려나와 1445년 집현전 응교에 복직되었다.

##### 훈민정음 반대
정창손은 집현전의 학사로 재직 중 세종대왕의 훈민정음을 창제할 때 비판적 입장에 섰다.
1444년 음력 2월 20일 부제학 최만리(崔萬理), 직제학 신석조(辛碩祖) 등과 함께 훈민정음 제정을 반대하는 상소를 올렸는데, 그중에서 정창손은 그 중에서도 정창손은 삼강행실도 번역을 두고 "사람이 행하고 행하지 않는 것이 사람의 자질(資質) 여하(如何)에 있기 때문입니다."라는 유교원리를 부정하는 심각한 발언으로 세종대왕의 분노를 샀고, 결국 반대 상소문을 올린 사람 중 김문과 같이 파직당한다. 그러나 4개월 뒤 세종대왕의 특별사면으로 풀려나와 복직되었다.
1445년 집현전 응교를 거쳐 1446년 사헌부 집의(執義)가 되었다.

##### 불교 비판
1445년 왕실의 불교숭상을 반대했다. 사헌부 집의로 있을 때 조선의 국교가 유교, 성리학임을 주장하고, 왕실의 불교숭상을 비판했다가 다시 세종대왕의 미움을 받았다. 그해 세종이 불경(佛經)을 간행하려 하자, 그는 이를 극력 반대하였다.
정창손은 조선은 유교 사상에 입각해 세운 나라임을 설명한 뒤, 왕실에서 흥천사(興天寺)를 다시 고쳐 짓고 또 경찬회(慶讚會)를 설치하였음을 들면서, 불교는 괴탄(怪誕)하고 환망(幻妄)하여 나라를 미혹시키고 조정을 그릇되게 하는 것이라고 주장, 왕실의 불교숭상을 강력히 반대하여 세종대왕의 진노를 사, 군기시부정(軍器寺副正)으로 좌천당했다가 파직되었다.
1446년 다시 중용되어 직예문관(直禮文館)이 되었다. 동년의 중시 문과(重試文科)에 3등으로 급제하여 당상관으로 승진하고 집현전직제학(集賢殿直提學) 겸 경연시강관 춘추관수찬관이 되었다. 1448년 5월 집현전 부제학이 되었다. 그 동안 여러 번 왕실의 불교 숭상에 반대하는 소(疏)를 올렸으나 세종은 듣지 않았다. 1449년 다시 집현전 부제학에 재임명되었다.

#### 서적 편찬 활동
1449년에는 세종의 왕명을 받아 부제학으로 춘추관 편수관(編修官), 수사관修史官)을 겸직하며 정인지(鄭麟趾) 등과 함께 《고려사》, 《고려사절요》, 《치평요람 (治平要覽)》 등의 편찬에 참여하였다. 그는 편수관(編修官)으로서 책의 편차(編次)를 전담하여 관장하였다. 그러나 1450년(세종 32년) 책을 완성하여 미처 올리기도 전에 세종이 승하(昇遐)하고 문종이 즉위하자, 문종(文宗)은 사국(史局)에 명하여 찬수를 마치게 하자, 그는 밤을 새워가면서 고려사 편수에 매달렸다.
1450년(문종 즉위년) 승정원 좌부승지(承政院左副承旨)에 발탁 제수되어 지예조사(知禮曹事)를 겸임하였으며, 계속 고려사 편수에 참여하였다. 그 해 우승지(右承旨)로 전임되어 왕명(王命)을 출납하였으며, 8월에 《고려전사 (高麗全史)》를 올리자 문종으로부터 안마(鞍馬)와 옷감을 하사하였다. 그해 춘추관사를 겸하여 《세종실록》의 편찬에 참여하였다.
1451년(문종 1년) 가선대부(嘉善大夫)로 승진, 승정원동부승지(同副承旨)가 되었다가 다시 예문관 제학(禮文館提學)을 거쳐 사헌부대사헌이 되었는데, 조정의 관원들로부터 남달리 깨끗하며 절조를 잘 지키면서 자신의 산업(産業)을 일삼지 않는다는 찬사를 받았다. 바로 대사헌으로 세자 좌부빈객(世子左副賓客)을 겸임되었다.

#### 계유 정난에 참여
그 뒤 제학, 대제학, 병조판서 등을 역임했으며, 그 뒤 한명회, 권람, 신숙주 등과 손잡고 수양대군을 지지하였다. 형 정갑손의 딸이 문종의 후궁이 되었지만 수양대군과 가까웠던 그는 수양대군을 지지한다.
1453년 문종이 급서하고 단종이 즉위하자 예문관 제학(藝文館提學)으로 동지춘추관사(同知春秋館事)를 겸임하며 세종실록의 잔여분과 〈문종실록〉의 편찬에 참여했다. 1453년(단종 1년) 이조판서가 되자 외척 홍원용(洪元用)과의 상피관계(相避關係)로 사헌부에서 임명을 반대하였으나, 왕명으로 이조판서에 유임되었다. 그는 어린 임금이 즉위한 뒤 황보 인과 김종서 등 소수의 재상들이 정무를 독단한다며 비판을 가했다.
그 뒤 계유정난이 벌어지자 이에 동조하였다. 1453년 10월 계유정난으로 수양대군이 병권과 정권을 장악하고 영의정부사직에 오르자 그는 수양대군의 참모로 활약하였다. 수양대군이 병권과 정권을 장악하자 그는 왕위에 오를 것을 진언하였다. 그해 10월 다시 이조판서에 유임되었는데, 주변에서 반대하자 수양대군은 '오늘날 정직하고 신실하기로는 정모(鄭某) 같은 자가 없다.'며 이조판서에 유임시켰다. 이조판서에 재임명된 뒤에도 그는 계속 뇌물이나 청탁을 완강하게 거절하여 명망이 높았다.
그 후 사헌부 대사헌·이조판서 등을 거쳐, 세조의 정변 뒤에도 관직을 유지했다.

#### 세조 반정과 정치 활동

##### 세조 반정 가담과 사육신 거사 고변
1455년(세조 1년) 세조의 즉위를 도운 공로로 의정부우찬성으로 승진했고, 세자좌빈객(世子左賓客)과 판이조사를 겸임하였다. 세조는 '의정부의 대신(大臣)은 마땅히 글을 읽어 예전 일을 잘 알고 대체(大體)를 견지(堅持)하는 사람을 써야 한다.'며 그를 의정부좌찬성(議政府左贊成)에 임명하고 이조판서를 겸임하게 하였다. 그해 좌익공신 3등관(佐翼功臣 3等管)에 책록되고, 봉원군(蓬原君)에 봉군되었다.
1456년 성삼문 등의 단종복위운동에 사위 김질(金礩)이 가담하자, 이를 설득하였다. 김질은 거사가 성공하지 못할 줄로 알고 장인인 정창손에게 달려가 수시로 상의하였다. 그해 6월 운검 설치가 취소되면서 일이 여의치 않자 불안감을 느꼈던 김질은 전향, 이 사실을 정창손에게 알렸다.
| “ | 지금 세자가 어가(御駕)를 수행하지 않고 특별히 별운검을 세우지 않았으니, 이는 천운입니다. 먼저 거사를 고발하여 목숨을 건지는 것이 더 낫겠습니다. | ” |

사위 김질에게서 등 일부 집현전 학자들의 단종 복위 계획을 듣고, 성삼문(成三問), 박팽년(朴彭年), 이개(李塏), 하위지(河緯地), 유성원(柳誠源), 유응부(兪應孚), 단종의 외삼촌인 권자신(權自愼), 성승 등이 가담했음을 확인하였다. 정창손은 이를 바로 세조에게 알렸다. 정창손은 김질과 같이 대궐로 달려가 고변하며 '신은 실로 모르고 김질만 혼자 참여하였는데, 김질의 죄는 만번 죽어 마땅합니다.'라고 하니, 세조가 특별히 김질을 사면하였다.
후에 정창손은 성삼문, 하위지, 박팽년 등의 단종 복위 모의를 세조에게 고하게 한 공으로 공신에 녹훈되고 부원군에 진봉(進封), 봉원부원군이 되었다.
이때 사육신에게 심정적으로 동조하는 주변의 지인들에게 그는 '사람은 저마다 생각이 있다. 논의했던 일이 잘못되었을 때의 영예는, 입을 다물어 부끄러움이 심했던 것만 못하다.'고 하여 사육신에 동조하는 것이 헛된 일임을 설득하였다. 계유정난과 세조 반정과 사육신의 세조 제거 거사에서 세운 공으로 여러번 승진하여 의정부 영의정에까지 올랐다.

##### 사육신의 난 진압 직후
사육신의 난이 진압된 직후 단종 복위 음모를 고변한 공으로 수충경절좌익공신(輸忠勁節佐翼功臣) 2등관으로 녹훈되고 보국숭록대부로 승진하고 봉원부원군으로 진봉되었다. 이어 좌찬성으로 성균관대사성과 세자 이사(世子貳師), 대제학 등을 겸직하였다. 1455년 10월 대광보국숭록대부(大匡輔國崇祿大夫)로 승진, 의정부우의정(議政府右議政)이 되었다. 그의 이러한 처사로 사육신을 죽게 한 원흉이라는 여론이 나오면서 생육신의 한 사람인 김시습(金時習) 등으로부터는 심한 비난도 받았다.
1457년에는 금성대군 유와 순흥부사 이보흠이 다시 단종을 복위시키려고 거사를 꾸몄다가 발각되자 금성대군과 이보흠을 처형할 것을 건의하여 성사시켰다. 이어 금성대군이 사사되자 양사와 함께 단종의 장인 송현수(宋玹壽)를 사형에 처할 것을 상소하여 주살시켰다.
당시 정창손의 어머니 전주최씨는 90세의 고령이었는데, 정창손 그 자신도 나이 환갑을 바라보는 나이였지만 직접 어머니의 시중을 들며 지극정성으로 봉양하여 세인이 찬탄하였다. 비록 추운 겨울이나 더운 여름에도 아침과 저녁에 어머니에게 문안하는 일을 폐하지 않았고, 조정에 알현(謁見)하러 가는 여가(餘暇)에도 반드시 그 관대(冠帶)를 갖추고 모친 곁에서 모시어 시중을 들었으며, 기쁜 얼굴로 즐겁게 해드리어 어머니가 활짝 한번 웃은 뒤에라야 물러나와 사람들이 그 효성을 칭찬하였다. 세조 역시 직접 찾아보거나 사람을 보내 어머니 최씨의 안부를 묻기도 하였다.

##### 1차 영의정 임명과 파면
그러나 사리사욕을 채우지 않고 청렴하여 세조로부터는 대단한 신임을 얻게 되었다. 그 뒤 1457년(세조 2년) 좌의정이 되었다. 세조의 각별한 신임을 얻었던 그는 1458년(세조 3년) 어머니의 상을 당하여 사직을 하자 세조는 1일간 조회를 정지하고 부의(賻儀)로 미두(米豆)50석, 종이 100권과 관곽(棺槨)을 내렸다. 이 전까지는 부인(婦人)의 상사(喪事)로 인해 조회를 정지하는 사례가 없었으므로 특별한 사례로 회자화되었다.
세조는 평안도(平安道)를 순행을 준비하면서 어머니의 3년상을 하기 위해 여묘 살이(廬墓)를 하고 있던 그를 특별히 기복(起復)시켜, 특별히 영의정부사(領議政府事)에 임명되었다. 이때 그는 상을 이유로 사양하였으나 세조는 윤허하지 않았고, 또 도승지 조석문(曺錫文)을 보내 위로하고 받기를 청했으나 거절한다. 그는 여러 번 소를 올려 이를 사양하였으나 세조는 이를 허락하지 않았다. 세조는 친히 어찰(御札)을 내려 그에게 영의정 취임을 부탁하였다.
| “ | 나는 경(卿)에게 있어 마치 좌우의 손과 같다. 가령 스스로 불안하게 여기고 몸에 우환(憂患)을 끼치는가. 대의(大義)가 이와 같으니 여러 말을 할 필요가 없다. 만약 이래도 안 되면, 장차 백관(百官)을 거느리고 내가 몸소 가서 기복(起復)시킬 것이다. 양상(良相, 정창손을 말함)은 이 점을 잘 알도록 하라. | ” |

그러나 그는 영의정직을 한사코 사양했고 세조는 순행하려던 일을 취소했다. 세조는 이후에도 거듭 사람을 보내 영의정 취임을 독려하여 그는 마지못해 부임하였다. 1460년(세조 6년) 정상적으로는 3년상을 마치는 해였으므로 특별히 옷을 한벌 선물받고 봉원 부원군(蓬原府院君)에 봉작되었다. 1461년(세조 7년) 영의정에 재임되면서 영의정부사 겸 영예문관춘추관사세자사(領藝文館春秋館事世子師)에 임명되었다. 그러나 1462년 5월 세자에게 왕위를 양위할 것을 상소했다가 세조의 진노로 파면당하고, 유배평을 받아 충청남도 여산군(礪山郡)에 부처(付處)되었으나 곧 석방되었다. 다시 보국숭록대부가 되고, 부원군에 복작(復爵)되어 봉원부원군(蓬原府院君)이 되었다.
1465년(세조 11년) 세조는 여러 유신(儒臣)에게 명하여 사서 오경(四書五經)을 나눠주고 구결(口訣)을 확정하게 하였는데, 이때 그는 ≪상서(尙書)≫의 주석과 구문을 새로 해석하였다.

##### 남이의 옥사 전후
1468년(예종 1년) 세조가 병으로 죽자, 대광보국숭록대부가 되어 한명회, 정인지, 홍달손 등과 함께 원상(院相)의 한사람으로 정무를 처결하고 서정을 주관하였다.
1468년(예종 1년)에는 남이의 옥사에 참여, 위관의 한 사람으로 남이(南怡), 강순(康純)의 옥사를 다스렸다. 남이, 강순 등을 옥사로 다스린 공로로 추충정난익대공신 3등관(推忠定難翊戴功臣 3等管)에 책봉되었다. 예종이 갑자기 병으로 죽자 신숙주, 한명회, 정인지, 홍윤성 등과 함께 다시 원상의 한사람으로 혼란을 수습하고 서정을 처결하였다.
예종의 서거 직후 1469년 공동 원상(院相)의 한사람으로서 서정을 총괄하는데 동참하였고 그 뒤 성종 때에도 원로 대신으로 입시하였다.

#### 성종 추대와 덕종의 추존
정희왕후 등이 후사 없이 사망한 예종의 후사를 정할 때 그는 신숙주, 한명회 등과 함께 자을산군을 적극 지지하였다.
성종이 즉위한 뒤 봉원부원군에 봉작되고 영경연사(領經筵事)를 겸하여 조정에 출사하였다. 1471년(성종 2) 치사(致仕)를 청하였으나 받아들여지지 않았다. 성종을 지지한 공로로 순성명량경제좌리공신 2등관(純誠明亮經濟佐理功臣2等管)에 녹훈되고 다시 봉원부원군에 봉작되었다. 1472년 그는 고령의 이유로 다시 치사(致仕)를 청했으나 허락되지 않고 궤장(几杖)을 하사받았다.
1470년 성종이 왕이 되지 못하고 요절한 자신의 아버지 의경세자(懿敬世子)를 왕으로 추존하고 싶어 하는 것을 헤아려, 의경세자를 덕종(德宗)으로 추존하는 데 적극 지지하고 앞장섰다. 이때 성리학자들은 성종이 예종의 후사를 이은 것으로서, 예종의 아들 자격으로 왕이 되었다며 의경세자의 추존을 반대하자, 그는 왕의 뜻을 이해하여 줄 것을 설득하며 이들과 맞서, 의경세자의 왕 추존을 성사시켰다.
성종 즉위 초, 남효온(南孝溫)이 상소문을 올려 세조 즉위 초에, 세조의 꿈에 나타났다는 이유로 폐위된 노산군의 어머니 현덕왕후(顯德王后)의 소릉(昭陵)을 복위할 것을 주청하자, 소릉의 폐출에 참여했던 정창손은 소릉 복위에 강력 반대하였다. 그는 남효온이 다른 뜻을 품고 세조를 모독하려 든다며 현덕왕후 복위를 강력 반대했다. 후일 현덕왕후가 복위된 뒤 이 일로 지탄을 받았다.

### 생애 후반

#### 영의정 삼선과 은퇴
1475년(성종 5년) 다시 의정부 영의정에 임명되었으며, 고령을 이유로 사직을 청하였지만 성종은 '삼공(三公)의 중신(重臣)들을 경처럼 노성(老成)한 사람이 아니고서는 진정할 수가 없다.'며 허락하지 않았다. 이에 사람들은 송나라의 승상(丞相) 문언박(文彦博)에게 비유하기도 했다. 이듬해 성종이 왕비 윤씨가 성종의 얼굴에 손톱자국을 낸 사건으로 폐하려 할 때 그는 적극적으로 간하지 않았다. 그러나 폐비 윤씨의 폐출 당시에도 정청에 참여하였고, 당시 회합에 참여한 것이 후일의 화근이 된다.
1480년 성종이 계비를 간택하여 정현왕후 윤씨(貞顯王后 尹氏)를 비로 책봉하자 책봉 고명을 받아오는 진책정사(進册正使)가 되어 명나라 연경에 다녀왔다. 1483년 세자사(世子師)를 겸하면서, 세자서연(世子書筵)에 매일 빈객 1인, 낭청 2인, 대간 각 1인으로 하여금 진강하도록 하였다.
1484년이후 여러번 영의정직에서 물러날 뜻을 밝히며 사직을 청했다가 허락되지 않았고, 거듭 사퇴 상소를 올려 나이 83세의 고령으로 1485년 사퇴하였다.

#### 은퇴와 죽음
1485년 영의정직을 물러난 뒤에도 조정의 원로이자 부원군 자격으로 정사에 참여하였다. 1486년 그가 병에 걸려서 병석에 눕자 성종은 특별히 내의원 의관과 약물을 내려보내 진료하게 했다. 그는 관료생활 중에도 서실을 열고 문인들을 가르쳐서 문하에 서거정 등이 배출되었다.
박학강기(博學强記)하고 문장과 글씨에 능하였으며, 키가 크고 풍채가 준수하며 수염이 길어 배에까지 수염이 내려왔다고 한다. 정승의 반열에 있었음에도 사치하지 않고 검소하게 생활하여 명망이 높았다. 세종, 문종, 단종, 세조, 예종, 성종의 6명의 군주를 받들며 활동하다가 1487년(성종 17년) 1월 27일 자택 정침에서 노환으로 사망하였다. 당시 그의 나이는 향년 85세였다.
성종은 백관의 귀감이 되는 청빈재상을 잃었다하며 3일간 조회를 파하고, 후한 장례비를 내려 부의하였다. 사후 그는 불천지위(不遷之位)의 은전을 받았고, 청백리에 녹선되었다.
바로 경기도 광주군 방이동에 매장되었다가 얼마 뒤 양평군 부용리로 이장했다.

### 사후
묘소는 경기도 양평군 양서면 부용리 산37-1번지에 매장되었고, 그의 무덤과 그의 부인의 묘역은 도시개발로 인해 1970년 하개산(荷開山) 아래로 이장된다. 부용리 하개산 근처에 이장된 묘역은 후일 경기도문화재자료 제85호로 지정되었다. 바로 충정(忠貞)의 시호가 내려졌다.
사후 성종의 묘정에 배향되었다. 그 뒤 1504년(연산군 10년) 갑자사화 때 폐비 윤씨의 사사에 참여했다는 죄로 성종의 묘정에서 출향되고, 윤필상(尹弼尙), 한치형(韓致亨), 한명회, 어세겸(魚世謙), 심회(沈澮), 이파(李坡), 김승경(金升卿), 이세좌, 권주(權柱), 이극균(李克均), 성준(成俊) 등과 함께 십이간(十二奸)으로 몰려 추탈당한 뒤 부관참시(剖棺斬屍) 되었다. 동시에 1488년(성종 19년) 문인인 서거정이 찬하여 세운 신도비 비문 역시 파쇄되었다.
그러나 1506년 중종 반정 이후 중종에 의해 다시 신원, 복권되었다. 1514년(중종 14년) 청백리로 복권되고, 부관참시 때 철거한 석물을 다시 세우고 예로써 개장(改葬)하였으며 다시 성종의 묘정에 배향되었다.
그 뒤 1623년(인조 1년) 개장 때 외후손 이원익(李元翼)과 이시언(李時彦), 심열(沈悅), 최명길(崔鳴吉) 등이 신도비를 재건하고 서거정의 비문에다 한백겸(韓浚謙)이 덧붙여 쓰고, 외후손 심열(沈悅)의 글씨로 복원되었다.
성종 때 사림파가 집권한 이후 사육신의 단종 복위 운동을 밀고하게 한 원흉으로 지목되어 부정적인 평가가 주를 이루다가 1910년 조선이 멸망한 후 재평가 여론이 나오게 된다. 그의 묘소는 대한민국이 수립된 후 경기도 문화재자료 제85호로 지정되었다.

## 사상과 신념

### 현실주의
그가 남긴 어록 중 '사람은 저마다 생각이 있다. 논의했던 일이 잘못되었을 때의 영예는 입을 다물어 부끄러움이 심했던 것만 못하다.'는 어구는 후일 회자화되었다.

### 한글 창제와 인륜 문제
《삼강행실》을 반포한 뒤에 충신·효자·열녀의 무리가 나옴을 볼 수 없는 것은, 사람이 행동하고 행동하지 않는 것은 사람의 인격과 자질에 있는 것이지, 한글을 사용한다거나 경전을 한글로 번역한다고 하여 모두가 도덕과 인륜을 본받게 되는 것은 아니라며 세종대왕을 비판했다가 파직당한다.
당시 정창손은 상소문에서 "사람이 (효도 등을) 행하고 행하지 않는 것이 사람의 자질(資質) 여하(如何)에 있기 때문입니다."라고 주장하며 훈민정음 사용을 반대했는데 이는 (성리학을 포함한) 유교에서 말하는 자기 수양을 통한 군자의 양성이라는 공자때부터 내려온 유교의 기본원리를 부정하는 심각한 발언으로 이 상소문을 읽은 세종대왕은 특히 분노하며 정창손을 두고 "이따위 말이 어찌 선비의 이치를 아는 말이겠느냐. 아무짝에도 쓸데없는 용속(庸俗)한 선비이다."라고 비난한다.

## 평가
3대 조정에 거쳐 정승으로 있었으나 사치하지 않았고, 검소함을 유지하였다. 사후 청백리로 녹훈되었었다. 1451년(문종 1년) 사헌부대사헌으로 있을 때 조정의 관리들로부터 남달리 깨끗하며 절조를 잘 지키면서 자신의 부귀를 탐하지 않는 다는 찬사를 받았다.
평소 검소하고 청렴성을 높이 인정받았으나, 훈민정음 창제 당시 최만리, 하위지 등과 함께 반대 입장에 선 점, 성삼문, 하위지 등의 사육신과 공모하여 세조를 제거하려 한사위 김질을 설득하여 사육신의 단종 복위 운동을 실패로 돌아가게 한 점 때문에 사림파가 집권한 선조 이후 부정적인 평가가 주를 이루게 되었다.
1910년(융희 3년) 조선이 멸망한 후에 그가 청백리였던 점 등을 근거로 재평가 여론이 등장하기 시작한다. 그러나 20세기 후반부터 평등사상이 정착하고 세조에 대한 객관적인 평가가 시작되면서 당시기준으로도 잘못된 선민사상을 가지고 이후 훈구파의 일원으로 학정을 저질렀던 정창손의 평가는 다시 떨어지게 된다
성품이 고요하고 간결하며 살림엔 마음을 기울이지 않았다.

## 저서 및 작품

### 공저
- 《고려사》
- 《세종실록》
- 《치평요람(治平要覽)》

## 가족 관계
- 증조부 : 정량생(鄭良生)
  - 종조부 : 정구(鄭矩)
- 할아버지 : 정부(鄭符)
- 아버지 : 정흠지(鄭欽之)
- 어머니 : 최병례(崔丙禮)의 딸 
  - 형님 : 정갑손(鄭甲孫)
    - 조카 : 정우(鄭俁)
    - 조카 : 정숙(鄭俶)
    - 조카딸 : 소용정씨 - 문종의 후궁
    - 조카 : 정오(鄭烏)

  - 형님 : 정인손(鄭麟孫)
    - 조카 : 정교(鄭僑)
    - 조카 : 정의(鄭依)

  - 형님 : 정흥손(鄭興孫)
    - 조카 : 정효(鄭傚)
    - 조카 : 정천(鄭倩)

  - 동생 : 정희손(鄭喜孫)
  - 동생 : 정육손(鄭六孫)
  - 누이 : 정씨
  - 매부 : 박거완(朴去頑)
    - 외조카 : 박호선(朴好善)

  - 누이 : 정씨
  - 매부 : 이계기(李啓基)
    - 외조카 :
    - 외조카딸 :
- 부인 : 청풍군부인 청풍정씨(淸風郡夫人 淸風 鄭氏), 승녕부 소윤(承寧府少尹) 정지(鄭持)의 딸: 3남4녀
  - 장남 : 정개(鄭价, 첨지)
  - 며느리 : 홍씨, 군사(郡事) 홍서종(洪瑞從)의 딸
    - 손자 : 정주함(鄭奏咸)
    - 손자 : 정계함(鄭啓咸)
    - 손녀 : 정씨
    - 손녀사위 : 이극문(李克文)
    - 손녀 : 정씨
    - 손녀사위 : 윤검(尹儉)

  - 차남 : 정칭(鄭偁, 첨지)
  - 자부 : 최씨, 최계겸(崔季謙)의 딸
  - 삼남 : 정괄(鄭佸)
  - 자부 : 이씨, 부사(府使) 이긴(李緊)의 딸
    - 손자 : 정종보(鄭宗輔)
    - 손녀 : 정씨
    - 손녀사위 : 이익희(李益禧)
    - 손녀 : 정씨
    - 손녀사위 : 심형(沈浻) - 심온(沈溫)의 증손, 심준(沈濬)의 손자, 심치(沈淄)의 아들
    - 손녀 : 정씨
    - 손녀사위 : 윤첩(尹堞)

  - 차녀 : 정씨
  - 사위 : 김질(金礩, 1422 ~ 1478), 백범 김구의 종21대조
    - 외손자 : 김의동(金義童)
    - 외손자 : 김예동(金禮童)
    - 외손자 : 김지동(金知童)
    - 외손자 : 김성동(金誠童, 1452 ~ 1495)
    - 외손자 : 김이동(金利童)
    - 외손녀 : 안동 김씨
    - 외손녀 사위 : 부림군 이식(富林君 李湜), 왕족

  - 사녀 : 정씨
  - 사위 : 최직(崔直)
    - 외손자 : 최치(崔淄)
    - 외손녀 : 최씨
    - 외손녀 사위 : 윤초(尹超)

  - 삼녀 : 정씨
  - 사위 : 조윤벽(趙允壁)
    - 외손자 : 조영(趙瑛)
    - 외손자 : 조규(趙珪)
    - 외손녀 : 조씨
    - 외손녀 사위 : 이시찬(李詩讚)
    - 외손녀 : 조씨
    - 외손녀 사위 : 여승감(呂承堪)
    - 외손녀 : 조씨
    - 외손녀 사위 : 박형성(朴亨性)
    - 외손녀 : 조씨
    - 외손녀 사위 : 이장원(李長源)
    - 외손녀 : 조씨
    - 외손녀 : 조씨
- 기타
  - 외후손 : 이원익, 호는 오리
- 장인 : 정지(鄭持)
- 사돈 : 김사형(金士衡)
- 고모부 : 홍여방 - 인수대비의 외조부

## 정창손이 등장한 작품
- 《설중매》 (MBC, 1984년~1985년 배우:강성욱)
- 《한명회》 (KBS2, 1994년~1994년 배우:강성욱)
- 《왕과 비》 (KBS1, 1998년~1999년 배우:안대용)
- 《인수대비》 (JTBC, 2011년~2012년 배우:민경진)

## 같이 보기
| - 훈민정음 - 집현전 - 수문전 - 세종대왕 - 세조 - 김질 - 한명회 - 신숙주 - 권람 - 김시습 - 금성대군 - 성삼문 - 성담년 - 성승 - 이보흠 - 하위지 - 하원 - 정인지 - 유자광 - 서거정 - 신면 - 이원익 | - 생육신 - 사육신 - 이시애의 난 - 이징옥의 난 - 김문기 - 권절 - 남이 - 신용개 - 안평대군 - 양정 - 유응부 - 유성원 - 유자미 - 원호 - 이개 - 이기 - 이득성 - 이시애 - 이수형 - 이맹전 - 이징옥 - 조려 | - 단종 복위 운동 - 곽연성 - 남효온 - 김숙자 - 김종직 - 김성동 - 박팽년 - 박원형 - 봉석주 - 송석충 - 최만리 - 홍윤성 - 홍달손 - 정인지 - 정현조 |

## 참고 문헌
- 세종실록
- 단종실록
- 세조실록
- 국조보감